# Coolboy
Coolboy (irl. Cúl Buí) – wieś w Irlandii, w prowincji Leinster, w hrabstwie Wicklow. Znajduje się przy drodze regionalnej R478, łączącej miasta Aughrim i Carnew.
Najstarsze budynki we wsi pochodzą z początków XIX wieku. Tereny miejscowości należały wtedy do rodziny Fitzwilliam, która była również w posiadaniu znacznej części pobliskich ziem.
We wsi działa klub piłki ręcznej Coolboy Handball Team.